# Ancistrus vericaucanus
Az Ancistrus vericaucanus a sugarasúszójú halak (Actinopterygii) osztályának harcsaalakúak (Siluriformes) rendjébe, ezen belül a tepsifejűharcsa-félék (Loricariidae) családjába tartozó faj.

## Előfordulása
Az Ancistrus vericaucanus Dél-Amerikában fordul elő. A kolumbiai Magdalena folyó egyik mellékfolyójában, a Cauca folyó felső szakaszán található meg.

## Megjelenése
Ez a tepsifejűharcsafaj legfeljebb 7,2 centiméter hosszú. A hátúszóján 8 és a farok alatti úszóján 5 sugár van.

## Életmódja
A trópusi édesvizeket kedveli. Mint a többi Ancistrus-faj, az Ancistrus vericaucanus is a víz fenekén él és keresi meg a táplálékát.